# Oniscus armatus
Oniscus armatus is een pissebed uit de familie Oniscidae. De wetenschappelijke naam van de soort is voor het eerst geldig gepubliceerd in 1849 door Hercule Nicolet.